# ريتشارد بلوم
ريتشارد بلوم (بالإنجليزية: Richard Bloom)‏ هو سياسي أمريكي، ولد في 22 يونيو 1953 في فيلادلفيا في الولايات المتحدة. حزبياً، نشط في حزب كاليفورنيا الديمقراطي ‏. وقد انتخب عضو جمعية ولاية كاليفورنيا.

## وصلات خارجية
- الموقع الرسمي